# Saldanha Bay (municipalité)
Pour les articles homonymes, voir Saldanha (homonymie).
La Municipalité de Saldanha Bay (Saldanha Bay Local Municipality) est une municipalité locale du district municipal de West Coast dans la province du Cap-Occidental en Afrique du Sud. Le siège de la municipalité est situé dans la ville de Vredenburg. La municipalité tient son nom de la baie de Saldagne qui se situe dans sa zone de gestion.

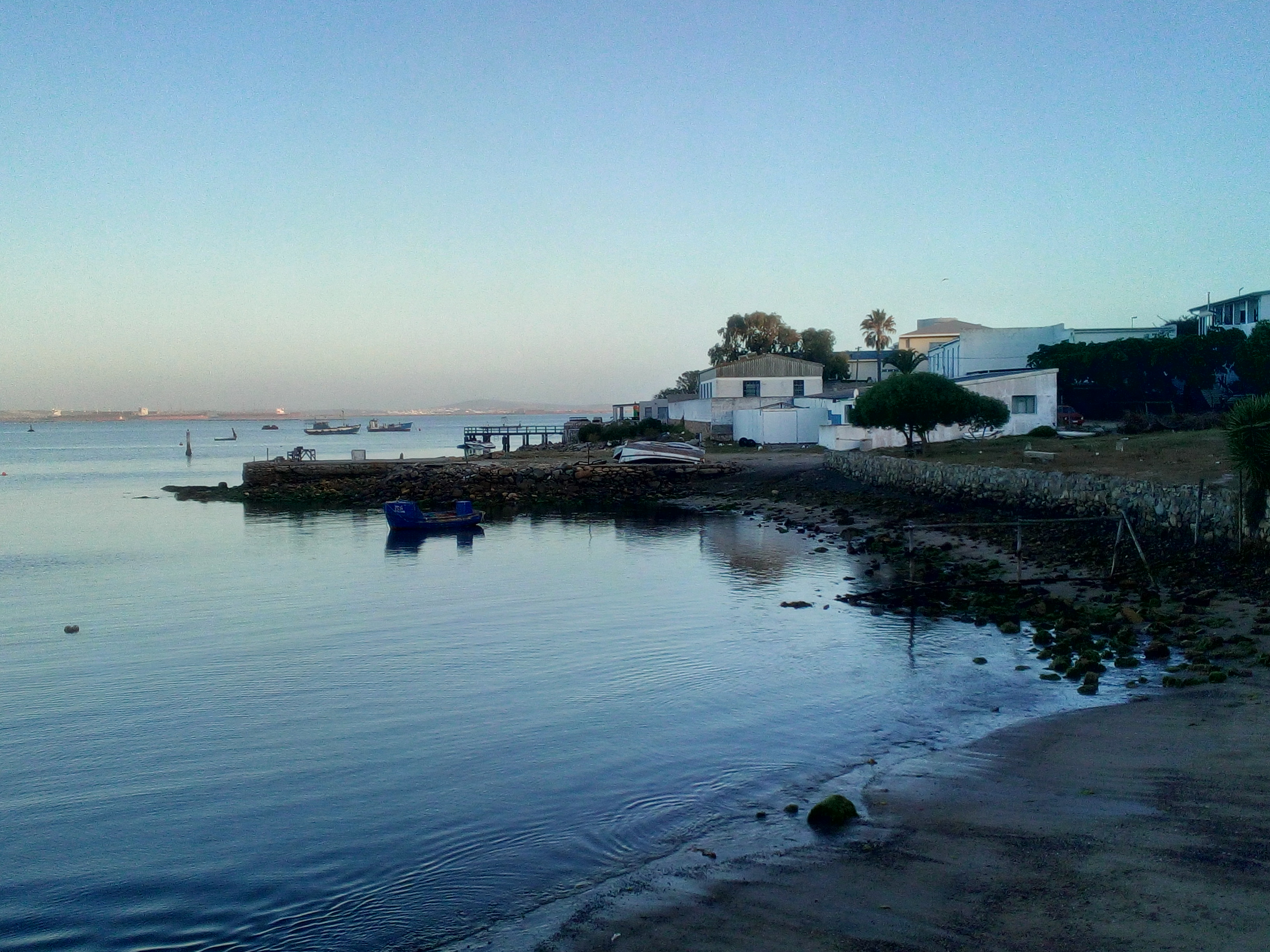
Municipalité locale de la baie de Saldanha

## Communes et localités
Les principales communes et localités de la municipalité sont Vredenburg, Saldanha, St Helena Bay, Paternoster, Jacobsbaai, Langebaan et Hopefield. 

## Démographie
Selon le recensement de 2011, les 99 193 résidents de la municipalité de Saldanha Bay sont majoritairement issus de la population coloured (55,80 %). Les populations noires et les  blancs représentent respectivement 24,49 % et 18,01 % des habitants. 
Les habitants ont majoritairement l'afrikaans pour langue maternelle (72,51 %) devant le xhosa (16,37 %).

## Historique
La municipalité locale de Saldanha Bay a été constituée en 2000 à la suite de la réforme des gouvernements locaux. 
Lors des élections municipales de 2016, l'Alliance démocratique (DA) remporta 62,32 % des voix et 17 sièges de conseillers municipaux contre 29,81 % et 8 sièges au Congrès national africain (ANC), 2,02 % et 1 siège aux Economic Freedom Fighters, un dernier siège étant attribué un petit parti local.

## Administration
La municipalité se compose de 27 sièges de conseillers municipaux. 

### Liste des maires
| Maires depuis 2000 | Parti politique | Terme                      |
| ------------------ | --------------- | -------------------------- |
|                    | DA              | 2000-2002                  |
|                    | NNP             | 2002-2004                  |
| Onel de Beer       | ANC             | 2006-2008                  |
| Randal Abdol       | ANC             | 2008-2011                  |
| Rosil Jager        | DA              | 2011-2012                  |
| Francois Schippers | DA              | 2012-2016                  |
| Marius Koen        | DA              | 2016 - 2021                |
| André Brahm Truter | DA              | Depuis le 17 novembre 2021 |